# Isu (Nigeria)
Pour les articles homonymes, voir Isu.
Isu  est une zone de gouvernement local de l'État d'Imo au Nigeria,.

## Source
- (en) Cet article est partiellement ou en totalité issu de l’article de Wikipédia en anglais intitulé « Isu, Nigeria » (voir la liste des auteurs).